# Berny Ulloa Morera
Berny Ulloa Morera (San José, 1950. augusztus 5. –) Costa Rica-i nemzetközi labdarúgó-játékvezető.

## Pályafutása

### Nemzeti játékvezetés
A küldési gyakorlat szerint rendszeres partbírói tevékenységet is végzett. Az I. Liga játékvezetőjeként 1993-ban vonult vissza.

### Nemzetközi játékvezetés
A Costa Rica-i labdarúgó-szövetség Játékvezető Bizottsága (JB) terjesztette fel nemzetközi játékvezetőnek, a Nemzetközi Labdarúgó-szövetség (FIFA) 1985-től tartotta nyilván bírói keretében. A FIFA JB központi nyelvei közül a spanyolt beszéli. Több nemzetek közötti válogatott és klubmérkőzést vezetett, vagy működő társának partbíróként segített. A Costa Rica-i nemzetközi játékvezetők rangsorában, a világbajnokság sorrendjében az 5. helyet foglalja el 1 találkozó szolgálatával. Az aktív nemzetközi játékvezetéstől 1993-ban búcsúzott.

#### Labdarúgó-világbajnokság

##### U20-as labdarúgó-világbajnokság
Szovjetunió rendezte az 5., az 1985-ös ifjúsági labdarúgó-világbajnokságot, ahol a FIFA JB bíróként alkalmazta.

##### 1985-ös ifjúsági labdarúgó-világbajnokság
| Időpont             | Helyszín                           | Mérkőzés típusa              | Mérkőzés              | Eredmény | Nézők száma |
| ------------------- | ---------------------------------- | ---------------------------- | --------------------- | -------- | ----------- |
| 1985. augusztus 26. | Borisz Paicsadze Stadion, Tbiliszi | csoportmérkőzés (B. csoport) | Írország–Szaúd-Arábia | 0 – 1    | 20 000      |
| 1985. szeptember 1. | Borisz Paicsadze Stadion, Tbiliszi | egyik negyeddöntő            | Brazília–Kolumbia     | 6 – 0    | 20 000      |

---

##### U16-os labdarúgó-világbajnokság
Kanada rendezte a 2., az 1987-es U16-os labdarúgó-világbajnokságot, ahol a FIFA JB játékvezetőként foglalkoztatta.

###### 1987-es U16-os labdarúgó-világbajnokság
| Időpont          | Helyszín                   | Mérkőzés típusa              | Mérkőzés                   | Eredmény | Nézők száma |
| ---------------- | -------------------------- | ---------------------------- | -------------------------- | -------- | ----------- |
| 1987. július 12. | Városi Stadion, St. John's | csoportmérkőzés (B. csoport) | Elefántcsontpart–Dél-Korea | 1 – 1    | 1000        |
| 1987. július 16. | Városi Stadion, St. John's | csoportmérkőzés (B. csoport) | Elefántcsontpart–Ecuador   | 1 – 0    | 2250        |
| 1987. július 19. | Városi Stadion, St. John's | egyik negyeddöntő            | Elefántcsontpart–Katar     | 3 – 0    | 1500        |

---
A világbajnoki döntőkhöz vezető úton Mexikóba a XIII., az 1986-os labdarúgó-világbajnokságra a FIFA JB játékvezetőként alkalmazta. Selejtező mérkőzéseket a CONCACAF és a CONMEBOL zónákban vezetett. A FIFA JB elvárása szerint, ha nem vezetett, akkor partbíróként tevékenykedett. Három csoportmérkőzésen és az egyik negyeddöntőben egyes számú besorolást kapott, játékvezetői sérülés esetén továbbvezethette volna a találkozót. Az Argentin labdarúgó-válogatott–NSZK (3:2) világbajnoki döntőn Romualdo Arppi Filho 2. számú partbírója lehetett. Világbajnokságon vezetett mérkőzéseinek száma: 1 + 5 (partbíró).

##### 1986-os labdarúgó-világbajnokság

###### Selejtező mérkőzés
| Időpont           | Helyszín                      | Mérkőzés típusa                    | Mérkőzés          | Eredmény |
| ----------------- | ----------------------------- | ---------------------------------- | ----------------- | -------- |
| 1985. február 24. | Nemzeti Stadion, San Salvador | előselejtező (döntő; első csoport) | Suriname–Salvador | 0 – 3    |

###### Világbajnoki mérkőzés
| Időpont          | Helyszín                                    | Mérkőzés típusa              | Mérkőzés           | Eredmény | Nézők száma |
| ---------------- | ------------------------------------------- | ---------------------------- | ------------------ | -------- | ----------- |
| 1986. június 10. | Estadio Olímpico Universitario, Mexikóváros | csoportmérkőzés (A. csoport) | Argentína–Bulgária | 2 – 0    | 65 000      |

##### 1990-es labdarúgó-világbajnokság

###### Selejtező mérkőzés
| Időpont           | Helyszín                  | Mérkőzés típusa                     | Mérkőzés         | Eredmény |
| ----------------- | ------------------------- | ----------------------------------- | ---------------- | -------- |
| 1988. október 15. | Swangard Stadion, Burnaby | előselejtező (első kör; 2. forduló) | Kanada–Guatemala | 3 – 2    |

##### 1994-es labdarúgó-világbajnokság

###### Selejtező mérkőzés
| Időpont            | Helyszín                                                   | Mérkőzés típusa                   | Mérkőzés          | Eredmény | Nézők száma |
| ------------------ | ---------------------------------------------------------- | --------------------------------- | ----------------- | -------- | ----------- |
| 1992. november 22. | Independence Park Stadion, Kingston                        | előselejtező (2. kör; B. csoport) | Jamaica–Salvador  | 0 – 2    | 15 000      |
| 1993. április 25.  | Estadio Azteca, Mexikóváros                                | előselejtező (döntő csoport)      | Mexikó–Kanada     | 4 – 0    | 103 000     |
| 1993. július 18.   | Polideportivo Cachamay Stadion, Puerto Ordaz and San Felix | előselejtező (2. csoport)         | Venezuela–Bolívia | 1 – 7    | 12 000      |

#### CONCACAF-aranykupa
Az USA és Mexikó közösen adott otthont a 2., az 1993-as CONCACAF-aranykupa labdarúgó tornának, ahol CONCACAF JB bírói szolgálatra alkalmazta.

##### 1993-as CONCACAF-aranykupa

###### CONCACAF-aranykupa mérkőzés
| Időpont          | Helyszín                    | Mérkőzés típusa              | Mérkőzés                 | Eredmény | Nézők száma |
| ---------------- | --------------------------- | ---------------------------- | ------------------------ | -------- | ----------- |
| 1993. július 10. | Cotton Bowl Stadion, Dallas | csoportmérkőzés (A. csoport) | Egyesült Államok–Jamaica | 1 – 0    | 11 642      |